# Grimmia
Grimmia (Gråmos) er en slægt af mosser udbredt i hele verden med cirka 122 arter, hvoraf syv findes i Danmark. Slægten er opkaldt efter den tyske botaniker Johann Friedrich Karl Grimm (1737-1821).
| Danske arter |

- Butbladet gråmos Grimmia ovalis
- Glathåret gråmos Grimmia trichophylla
- Hartmans gråmos Grimmia hartmanii
- Øgråmos Grimmia laevigata
- Langnæbet gråmos Grimmia longirostris
- Pudegråmos Grimmia pulvinata
- Tandet gråmos Grimmia decipiens